# Miracle Valley
Miracle Valley es un lugar designado por el censo (en inglés, census-designated place, CDP) situado en el condado de Cochise, Arizona, Estados Unidos. Según el censo de 2020, tiene una población de 571 habitantes.

## Geografía
La localidad está ubicada en las coordenadas 31°22′59″N 110°08′55″O / 31.38306, -110.14861 (31.382924, -110.14853). Según la Oficina del Censo, tiene una superficie de 1.41 km², correspondientes en su totalidad a tierra firme.

## Demografía
Según el censo de 2020, hay 571 personas residiendo en la localidad. La densidad de población es de 404.96 hab./km². El 63.57% de los habitantes eran blancos, el 0.70% son afroamericanos, el 1.75% son amerindios, el 1.93% son asiáticos, el 0.53% son isleños del Pacífico, el 14.71% son de otras razas y el 16.81% son de una mezcla de razas. Del total de la población, el 34.15% son hispanos o latinos de cualquier raza.